# Détective Dee 2 : La Légende du dragon des mers
Série Détective Dee
Détective Dee : Le Mystère de la flamme fantôme
(2010) Détective Dee 3 : La Légende des rois célestes
(2018)
Pour plus de détails, voir Fiche technique et Distribution.
Détective Dee 2 : La Légende du dragon des mers (chinois traditionnel : 狄仁傑之神都龍王 ; chinois simplifié : 狄仁杰之神都龙王 ; pinyin : Dí Rénjié zhī shén dū lóngwáng) est un film sino-hongkongais réalisé par Tsui Hark, sorti en 2013.
C'est la préquelle du film Détective Dee : Le Mystère de la flamme fantôme.

## Synopsis
Le détective Dee se fait connaitre par l'Empereur et la très controversée Impératrice. Un ennemi de l'empire, avide de vengeance et de pouvoir, versé dans l'art de la médecine chinoise met au point un projet fou pour renverser la dynastie Tang. Mais Dee, nouveau venu dans la capitale, va peu à peu remonter ses traces et découvrir le pot aux roses. Cependant il devra mettre sa vie en jeu pour régler et percer le mystère du dragon des mers…

## Fiche technique
- Titre : Détective Dee 2 : La Légende du dragon des mers
- Titre original : 狄仁傑之神都龍王 (traditionnel) / 狄仁杰之神都龙王 (simplifié), Di renjie: Shen du long wang
- Titre anglais : Young Detective Dee : Rise of Sea Dragon
- Réalisation : Tsui Hark
- Scénario : Chen Kuo-fu, Tsui Hark, Chang Chia-Lu et Jialu Zhang[2]
- Musique : Kenji Kawai
- Direction artistique : Kwok-Keung Mak
- Décors : Kwok-Keung Mak
- Costumes : Pik Kwan Lee et Bruce Yu
- Photographie :  Sung Fai Choi
- Son : Ning Chan, Xinghui Li et Danny Yu-Fai Lo
- Montage : Boyang Yu
- Production : Chen Kuo-fu, Nansun Shi, Tsui Hark, Peggy Lee et Zhonglei Wang[3]

Production déléguée : Wang Zhongjun
Production associée : Bernard Yang, Helen Li et Addi Ng
Coproduction : Dajun Zhang, James Tsim et Felice Bee
- Sociétés de production[4] :
  - Chine : Huayi Brothers Media, Pixeltree studio et China Film Co-Production Corporation[3]
  - Hong Kong : Film Workshop
- Sociétés de distribution :
  - Chine : Huayi Brothers Media
  - Hong Kong : Lark Films Distribution
  - France : Le Pacte et The Jokers
- Budget : n/a
- Pays d'origine :  Chine,  Hong Kong
- Langue originale : mandarin
- Format[5] : couleur - 35 mm / D-Cinema - 1,80:1 (IMAX version) / 2,35:1 (Cinémascope)
  - son Sonics-DDP |Dolby Atmos | Dolby Surround 7.1 | Dolby Digital | Auro 11.1
- Genre : action, aventures, drame, fantastique, arts martiaux
- Durée : 134 minutes
- Dates de sortie[6] :
  - Hong Kong : 27 septembre 2013
  - Chine : 28 septembre 2013
  - Belgique : 13 avril 2014 (Festival international du film fantastique de Bruxelles)
  - France : 16 avril 2014 (Festival Hallucinations collectives) ; 6 août 2014 (sortie nationale)
  - Suisse romande : 5 juillet 2014 (Festival international du film fantastique de Neuchâtel)
- Classification[7] :
  -  Chine : Pas de système.
  -  Hong Kong : Ne convient pas aux enfants (IIA - Catégorie Deux-A)[Note 1].
  -  France : Tous publics (visa d'exploitation no 139992 délivré le 11 juillet 2014) (Conseillé à partir de 10 ans)[8],[2].

## Distribution
- Mark Chao (VF. : Anatole de Bodinat) : Détective Dee
- Angelababy (VF. : Geneviève Doang) : Yin Ruiji
- Chen Kun (VF. : Benoit DuPac) : Wang Pu
- Feng Shaofeng (VF. : Glen Hervé) : Yuchi Zhenjin
- Dong Hu : Huo Yi
- Kim Bum : Yuan Zhen
- Carina Lau (VF. : Cyrielle Clair) : impératrice Wu Zetian
- Gengxin Lin (VF. : Hervé Grull) : Shatuo Zhong

## Distinctions
Entre 2014 et 2015, Détective Dee 2 : La Légende du dragon des mers a été sélectionné 37 fois dans diverses catégories et a remporté 7 récompenses.

### Distinctions 2014

#### Récompenses 2014
- Derrière la caméra - Prix Hamilton (Hamilton Behind The Camera Awards) :
  - Derrière la caméra - Prix de la Meilleure direction artistique décrné à Kwok-Keung Mak,
  - Derrière la caméra - Prix des Meilleurs costumes et maquillage décrné à Bruce Yu et Pik Kwan Lee.
- Festival du film de Changchun : Cerf d'or des Meilleurs effets visuels décerné à Young-Soo Park, Wook Kim.
- Festival étudiant de cinéma de Pékin (Beijing Student Film Festival) :
  - Prix du jury des Meilleurs effets visuels,
  - Prix des étudiants de l'Actrice préférée décerné à Angelababy,
  - Prix des étudiants de l'Acteur préféré décerné à Shaofeng Feng.
- Forum du film de la jeunesse chinoise (Chinese Young Generation Film Forum) : Prix du jury du Meilleur montage décerné à Boyang Yu.

#### Nominations 2014
- Derrière la caméra - Prix Hamilton (Hamilton Behind The Camera Awards) :
  - Meilleur montage pour Boyang Yu,
  - Meilleure chorégraphie d'action pour Feng Lin et Bun Yuen.
- Prix du cinéma asiatique :
  - Meilleur décorateur pour Kwok-Keung Mak,
  - Meilleurs effets visuels pour Wook Kim et Young-Soo Park,
  - Meilleurs costumes pour Pik Kwan Lee et Bruce Yu.
- Festival du film de Changchun :
  - Meilleur acteur dans un second rôle pour Shaofeng Feng,
  - Meilleur acteur dans un second rôle pour Ailei Yu.
- Festival du film Golden Horse :
  - Meilleurs effets visuels pour Wook Kim et Young-Soo Park,
  - Meilleur maquillage et conception de costumes pour Bruce Yu et Pik Kwan Lee,
  - Meilleure direction artistique pour Kwok-Keung Mak,
  - Meilleure musique de film originale pour Kenji Kawai,
  - Meilleure chorégraphie d'action pour Feng Lin et Bun Yuen.
- Premier festival du film jeunesse (First Youth Film Festival) : Meilleur réalisateur pour Tsui Hark.
- Prix des médias cinématographiques chinois (Chinese Film Media Awards) :
  - Acteur préféré pour Shaofeng Feng,
  - Actrice préférée pour Angelababy,
  - Performance préférée pour Kenny Lin.
- Prix du film de Hong Kong :
  - Meilleur second rôle féminin pour Carina Lau,
  - Meilleur nouvel artiste pour Kenny Lin,
  - Meilleure direction artistique pour Kwok-Keung Mak,
  - Meilleurs costumes et maquillage pour Pik Kwan Lee et Bruce Yu,
  - Meilleure chorégraphie d'action pour Bun Yuen,
  - Meilleure musique de film pour Kenji Kawai,
  - Meilleur son pour Kinson Tsang,
  - Meilleurs effets visuels pour Wook Kim.
- Prix Huading :
  - Meilleur acteur dans un film pour Shaofeng Feng,
  - Meilleure réalisation pour un film pour Tsui Hark,
  - Meilleur acteur dans un second rôle dans un film pour Kenny Lin,
  - Meilleure actrice dans un second rôle dans un film pour Carina Lau,
  - Meilleur film (9e place).

### Distinctions 2015

#### Nominations 2015
- Coq d'or : Meilleur son pour Kinson Tsang.